# Borut Božič
Borut Božič (* 8. August 1980 in Ljubljana) ist ein ehemaliger slowenischer Radrennfahrer und seit 2019 Sportlicher Leiter in verschiedenen Radsportteams.

## Karriere
Borut Božič kam mit 10 Jahren über seine Freunde zum Radsport. Er sah Valter Bonča, seinen slowenischen Landsmann, als sportliches Vorbild an. Er begann seine Karriere 2004 beim slowenischen Radsportteam Perutnina Ptuj und gilt als Sprintspezialist. Ihm gelangen in der Folgezeit u. a. mehrere Siege bei Abschnitten von Etappenrennen, zwei Gesamtsiege der Istrian Spring Trophy und einen der Tour de la Region Wallonne. In den Jahren 2008 und 2012 wurde er slowenischer Straßenmeister. Seinen ersten Sieg in einem Rennen der UCI ProTour erzielte er bei der Polen-Rundfahrt 2009. Im Sprint des Pelotons gewann er auf der sechsten Etappe der Vuelta a España 2009 sein bis dahin bedeutendstes internationales Radrennen. 2011 konnte er neben dem Etappensieg bei der Tour de Suisse, Platz 3 bei den Vattenfall Cyclassics, Platz 4 beim Grand Prix d’Isbergues, Platz 6 bei Paris–Brüssel und Platz 7 bei den Weltmeisterschaften in Kopenhagen erwirken. 2013 erreichte er jeweils einen zweiten Platz bei Gent–Wevelgem und Dwars door Vlaanderen.  2014 wiederholte er die Podiumsplatzierung bei Dwars door Vlaanderen mit Platz 3 und geriet im Zuge der Dopingermittlungen der Staatsanwaltschaft von Padua Ende 2014 in den Verdacht, Kunde des umstrittenen Sportmediziners Michele Ferrari gewesen zu sein. 2015 wurde er Dritter bei den Slowenischen Meisterschaften im Straßenrennen. 2016 bis 2017 konnte er keine nennenswerte Erfolge vorweisen. 2018 erzielte er seinen letzten Sieg, bevor er Ende 2018 seine Karriere als Radrennfahrer beendete.
2019 begann er als Sportlicher Leiter beim Team Bahrain–Merida. Nach weiteren Stationen ist er 2024 wieder in diesem Team tätig.
Im Rahmen der Ermittlungen der „Operation Aderlass“ rund um den deutschen Sportmediziner Mark Schmidt geriet Božič im Mai 2019 erneut unter Verdacht, gegen die Anti-Dopingbestimmungen verstoßen zu haben. Im November 2019 wurde Božič für 2 Jahre gesperrt und anscheinend die erzielten Ergebnisse von 2012 annulliert.

## Familiäres
Borut Božič ist mit seiner Frau seit 2009 verheiratet und sie haben einen gemeinsamen Sohn.

## Erfolge
2004
- eine Etappe Istrian Spring Trophy
- zwei Etappen Slowenien-Rundfahrt
- eine Etappe Serbien-Rundfahrt

2005
- Gesamtwertung und eine Etappe Istrian Spring Trophy
- eine Etappe Tour de l’Avenir

2006
- drei Etappen Kuba-Rundfahrt
- Gesamtwertung und Prolog Istrian Spring Trophy
- drei Etappen Olympia’s Tour
- Circuit des Ardennes
- zwei Etappen Slowenien-Rundfahrt

2007
- Grand Prix Kranj
- Gesamtwertung Tour de la Région Wallonne
- eine Etappe Irland-Rundfahrt

2008
- eine Etappe Étoile de Bessèges
- eine Etappe Ruta del Sol
- eine Etappe Delta Tour Zeeland
- Slowenischer Meister – Straßenrennen

2009
- zwei Etappen Belgien-Rundfahrt
- eine Etappe Polen-Rundfahrt
- eine Etappe Tour de Limousin
- eine Etappe Vuelta a España

2010
- zwei Etappen Étoile de Bessèges
- eine Etappe Tour of Britain

2011
- eine Etappe Tour de Suisse

2012
- Slowenischer Meister – Straßenrennen[9]

2018
- eine Etappe Hammer Sportzone Limburg

## Platzierungen bei den Grand Tours
| Grand Tour            | 2009 | 2010 | 2011 | 2012 | 2013 | 2014 | 2015 | 2016 |
| --------------------- | ---- | ---- | ---- | ---- | ---- | ---- | ---- | ---- |
| Giro d’ItaliaGiro     | –    | –    | DNF  | –    | –    | 124  | –    | –    |
| Tour de FranceTour    | –    | –    | 136  | 129  | –    | –    | –    | DNF  |
| Vuelta a EspañaVuelta | 102  | –    | –    | –    | –    | –    | –    | –    |